# Зубков Анатолій Миколайович
Анатолій Миколайович Зубков (3 липня 1924, Київ — 30 грудня 1997, Москва) — радянський і російський лінгвіст, фахівець з гінді, поліглот (12 мов), пропагандист есперанто, перший дипломований йог вищої кваліфікації в Радянському Союзі, популяризатор та пропагандист хатха-йоги, президент Всесоюзної асоціації розвитку людини (східних оздоровчих систем) та почесний представник від СРСР у Міжнародному всесвітньому союзі йоги.

## Життєпис

### Дитинство
Сім'я Зубкових опинилася у Києві проїздом, коли народився Анатолій. Його батько — Зубков Микола Матвійович, після громадянської війни, яку він закінчив в червоноармійському загоні Котовського, приїхав до Ленінграда, де вступив до Вищого інституту фотографії та фототехніки. Мати Марія Олексіївна працювала кресляркою в одній із установ міста.
Для маленького Толі була найнята бонна (няня-гувернантка) — колишня фрейліна Миколи II, від якої він отримав початкові знання німецької мови. Після досягнення 7-річного віку Толю визначили у знамениту на той час гімназію «Петрішуле», в якій він навчався лише до 4-го класу у зв'язку з тим, що його батька після закінчення інституту направили до Сталінабада (Душанбе) завідувачем лабораторії звукозапису.

### Війна
У 1942 році Анатолій Зубков закінчив середню школу № 7 Сталінабада з атестатом відмінника і пішов добровольцем на війну. Його направили на Ленінградський фронт і, як одного з найздатніших, відправили на навчання до Військово-медичної академії. Однак він подав декілька рапортом з проханням, щоб його відправили знову на фронт, де, як він вважає, можуть виявитися корисними його знання мов.
Анатолій Зубков пройшов шлях від пересічного перекладача до начальника штабу великого підрозділу перекладачів. Йому неодноразово доводилося бувати на передовій, супроводжувати окремі групи командування на фронт (зокрема, у складі розвідвідділу 20-ї армії він допитував Фрідріха Паулюса).

### Навчання та робота
У 1946 році Анатолій Зубклв написав декілька рапортів з проханням про демобілізацію та відправлення його до Сталінабаду для вивчення східних мов. Повернувшись до Сталінабаду, він вступив до Сталінабадського педагогічного інституту імені Т. Г. Шевченка на німецьке відділення кафедри іноземних мов і протягом року (екстерном) закінчив два з половиною курси. Водночас, під керівництвом професора Андрія Завадського-Краснопільського вивчав санскрит. 1947 року ці уроки закінчилися — батька Анатолія перевели до Криму, директором Ялтинської кінофабрики ВУФКУ. Восени того ж року Анатолій Зубков переїхав до Москви, де вступмв до Інституту сходознавства.
У 1952 році Анатолій Миколайович закінчив інститут з кваліфікацією індолога (країнознавця з Індії та Пакистану) за спеціальністю: індійська мова гінді зі знанням англійської мови. На той час він володів кількома прислівниками індійських мов і обійняв посаду викладача Військової академії Радянської Армії Міністерства оборони СРСР — секретної установи. Через це багато його книг — підручників та допоміжної літератури з гінді — не видавалися в «офіційних» видавництвах. У закладі вченим було написано багато книг (див. нижче «Список праць»). У цей час у сім'ї Зубкових народжується син Віталій. У 1956 році Анатолія Зубкова прийняли до членів КПРС.
Після 1959 року Анатолій Зубков змушений піти з Військової академії через припинення викладання гінді та перейшов до Міністерства закордонних справ. Але вже 1961 року, пройшовши офіційний конкурс, обійняв посаду старшого викладача на кафедрі східних мов в Інституті країн Азії та Африки — окремому, самостійному факультеті МДУ. Працюючи на посаді старшого викладача мови гінді, він написав дисертацію на тему «Загальні питання індійської антропоніміки гіндомовного ареалу».

### Індія
Враження справило не тільки, і навіть не стільки побачене і почуте, скільки особистість самого їхнього майбутнього Гуруджи — Шрі Рам Кумар Шарми. Шлях користі для людей, який не приносить ні широкої популярності, ні багатства, був провідним у житті Рам Кумара. «Блискучий педагог, чудово знає людей і свою роботу, він намагався віддати своїм учням максимум з того, що знав сам, а знав він чимало» — так пише про свого вчителя Анатолій Зубков.
«Рам Кумар викладав тонку унікальну систему, що поєднує в собі інтуїтивно усвідомлену фізіологію та індійську філософію, що виростає з ідеї ненасильства, і спрямовану не на „розтяжку“ або „розслаблення“, а на внутрішнє очищення тіла та психіки.»

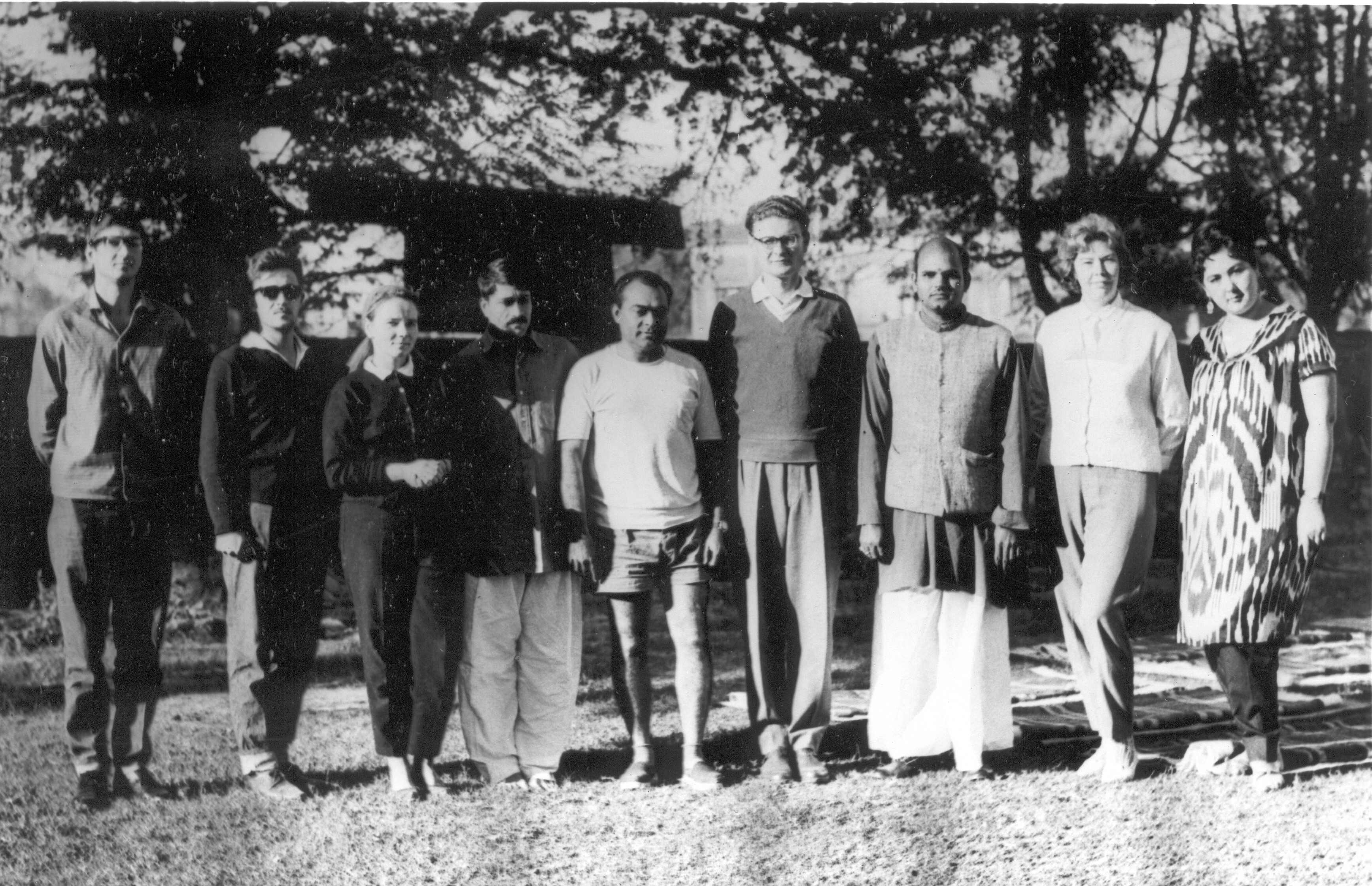
Лакхнау. Група учнів із Вчителями. Зліва праворуч: Діма, Саша, Юля, Чанан Сінг (учні), Мохан Лау (інструктор), Анатолій Миколайович Зубков, Рам Кумар Шарма (Гуруджі), Роза Василівна Зубкова, Хурсан (учениця).

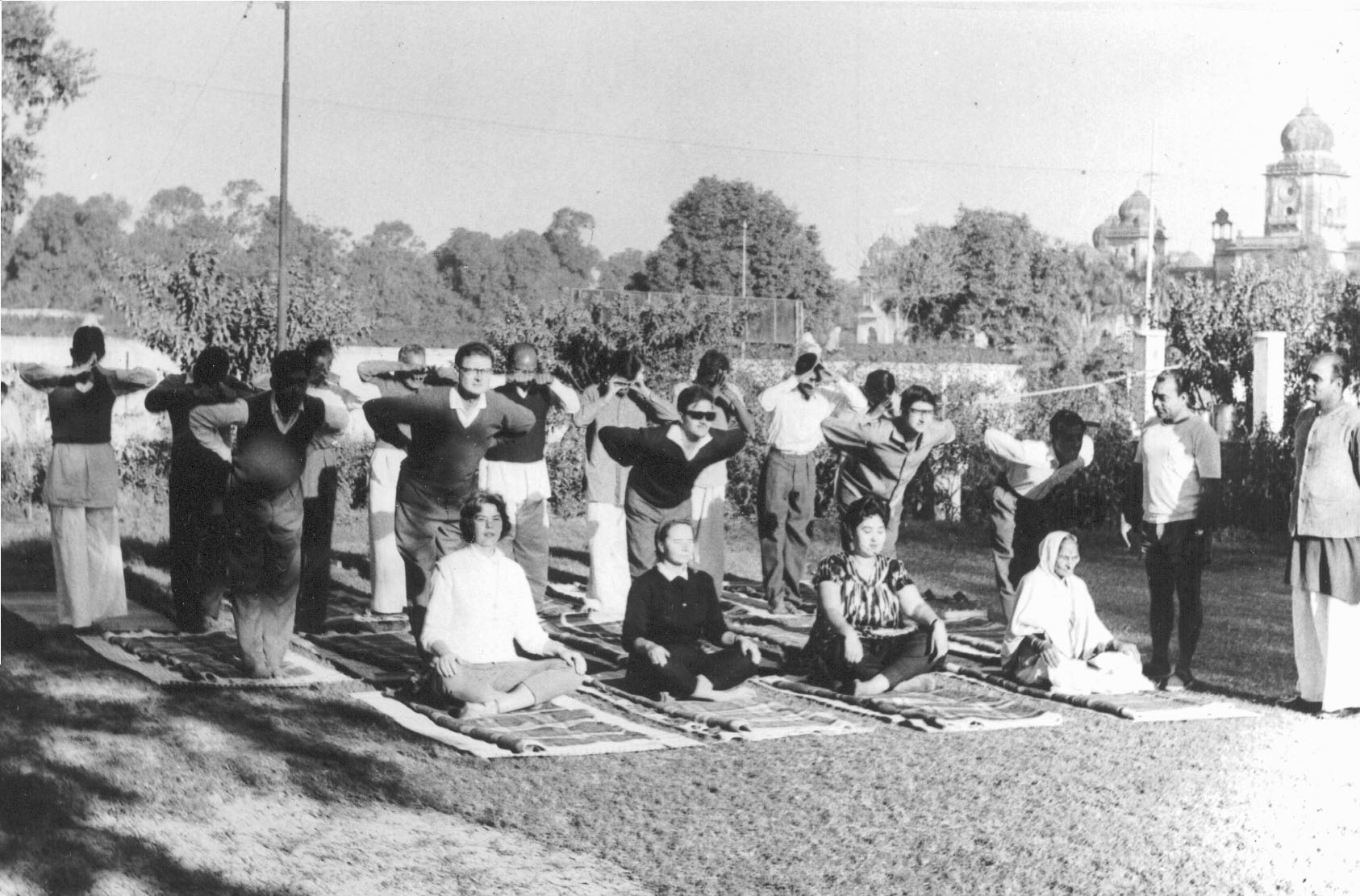
Учні виконують асани: Сукхасана, Удар шакті-вардхак, Каполя та Карна шакті-вардхак.

1963 року від Міністерства вищої та середньої спеціальної освіти СРСР його, фактично «невиїзного», разом із сім'єю на 4 роки за культурним обміном направляють до Індії викладати російську носіям мови гінді в Лакгнауському університеті, у столиці індійського штату Уттар-Прадеш.
Через місяць після приїзду Зубкових до Індії один із викладачів Лакгнауського університету, біолог, кандидат наук Чананг Сінг розповів вченому про свої заняття йогою (причому, не філософією, а практикою). Після відвідання заняття родина Зубкових також почала займатися йогою.
Сам Рам Кумар Шарма стверджував, що вважає своїм учителем Свамі Шивананду (на першій сторінці його книги, що вийшла в 1970-х роках, на гінді є лише іконографічне зображення з коротким написом «сампарну» — вчитель).
Сім'я Зубкових почала вчитися йозі. І через 4 роки, в 1967 році, після складання непростих і дуже суворих іспитів, вони повернулися на Батьківщину із відповідними сертифікатами йога, що дає право викладати йогу та лікувати за допомогою йоги (Анатолій Зубков) та з правом викладати (дружина). Перший в СРСР дипломований йог вищої кваліфікації з дозволу своїх вчителів передавав отримані знання людям.

### Становлення йоги в СРСР
Після зустрічі в 1967 році в Нальчику Анатолія Зубкова з кореспондентом журналу «Сільська молодь» Юрієм Полковниковим у журналі з'явилися ряд публікацій: вступна стаття та чотири «Уроки» (з шести запланованих), поки журнал «Людина і закон» не почав боротися з «шкідливим вченням». Це разюче змінило життя Анатолія Зубкова.
«… пішов потік листів (після публікації у журналі «Сільська молодь»). Люди приїжджали до Москви, дзвонили (часто о третій ночі, виявляючи готовність приїхати до них додому прямо зараз на таксі), приходили за місцем роботи і чекали в аудиторії закінчення лекцій. Хто для консультації, а хто і просто щоб подякувати, сказати: „Ви врятували мене та мою родину“».
Анатолія Зубкова запрошували вести лекції у багатьох містах країни. Лекції він читав по 4-5 годин без перерви (зі своєю знаменитою склянкою води для пиття «по-йогівськи»). Також він набирав «групи», де вів заняття за методикою, яку здобув у Індії, спираючись на три основні, «золоті» правила йоги: послідовність, поступовість, почуття міри у всьому. Але, незважаючи на таку поступовість, зовні надзвичайну повільність методу за рахунок поступового очищення та накопичення змін у всіх системах організму, наприкінці курсу кожен учень на свій подив виявляв, що засвоєно масу асан, вправ, процедур, що самопочуття значно покращилося, або ж недуги зникли зовсім. У Анатолія Зубкова навчалися такі відомі згодом викладачі йоги, як С. В. Кукальов, О. П. Очаповський, В. О. Бабушкін.
Пропаганда йоги в суспільстві в цей час не мала офіційної підтримки. Анатолія Зубкова викликали на Петрівку 38, де йому пред'явили «на впізнання» велику купу матеріалів «самвидаву», які нібито належали його перу.
Крім викладання та лекцій з Хатха-йоги Анатолій Зубков написав понад 30 книг та статей. Також він був автором сценарію відомого в СРСР фільму «Індійські йоги — хто вони?», займався радіоаматорством (починав ще в 1937 році, а з 1980 року був головою КДК секції спостерігачів, а одночасно і скарбником цієї секції в Московському міському спортивно-технічному радіоклубі), багато читав, пропагував есперанто (був членом Комісії з координації міжкультурних зв'язків радянських есперантистів при СОД'і, а перебуваючи ще в Індії, заснував Всеіндійську асоціацію есперанто). Також науковець вів велику громадську роботу (за партійною та профспілковою лініями, був лектором товариства «Знання», керував Радою ветеранів інституту), брав участь, як член Виконавчого комітету Товариства радянсько-індійських культурних зв'язків при Союзі радянських товариств дружби та культурного зв'язку, із зарубіжними країнами.

#### Редакція та передмова до «Йоги» Євтімова, 1986
1981 року в Болгарії вийшла книга «Йога». Написав її болгарський популяризатор хатха-йоги Венцеслав Євтімов, який почав займатися йогою на початку 1960-х років за станом здоров'я. Це був перший посібник з йоги болгарською мовою.
Саме ця книга була обрана видавництвом «Медицина» для перекладу російською мовою для критичного «…викладення основних положень „Хатха-йоги“, вказівок на необхідність суворого лікарського контролю при виконанні спеціальних поз (асан), дихання та інших елементів системи, а також короткий, позбавлений містичних, теургічних та інших, що не відповідають сучасним науковим уявленням, виклад найважливіших понять вчення йогів». Написав передмову та виконав редакцію російського тексту книги саме Анатолій Зубков. У книзі 1986 року відзначено, що Анатолій Зубков є «індологом і почесним представником СРСР у Міжнародному всесвітньому союзі йоги».
Згодом Венцеслав Євтімов виступав із лекціями у низці країн, включаючи СРСР. Під час його візиту до Москви з'ясувалося, що всі його знають за цією книгою. Вона побачила світ завдяки допомозі послідовниці йоги Людмили Тодорової Живкової, доньки тодішнього глави Болгарії.

### Трагедія
Влітку 1987 року під час чергового 30-денного семінару з йоги, у Анатолія Зубкова в Ленінграді стався дуже серйозний інфаркт — далося взнаки багаторічне навантаження, недосипання, робота «на знос». Ситуація посилилася тим, що від народження дуже здоровий, він спочатку намагався не звертати уваги на проблеми зі здоров'ям, поки йому не зробили ЕКГ.
У 1989 році Анатолієм Зубковим, за сприяння Д. Д. Анісімова-Спіридонова, була створена Всесоюзна асоціація розвитку людини (східних оздоровчих систем) — перший з'їзд цієї асоціації, що зібрав понад 150 осіб, проходив під Москвою в Большево, і його досі вважають першим всеросійським з'їздом йогів. Анатолія Зубкова було обрано президентом Асоціації. На базі цієї організації почала розгортатися підготовка викладачів та методичне керівництво їхньою роботою.
На прохання Міжнародної світової спілки йоги Зубкова було обрано почесним представником радянських йогів у організації.

## Нагороди
- Орден Червоної Зірки.
- Орден Вітчизняної війни ІІ ступеня.

Медалі:
- За відвагу
- За перемогу над Німеччиною
- Медаль Жукова, а також дев'ять ювілейних нагород,
- Медаль «Петр I» (від Міжнародної академії наук про природу та суспільство за заслуги у справі відродження науки та економіки Росії) 1996 р.
- Спеціальна нагорода Індії за розвиток есперанто мови.

## Список праць
I. Підручники та навчальні посібники
1. Сборник учебных материалов по общественно-политической тематике для 2 курса. М., 1953.
2. Сборник материалов для внеклассного чтения на 2 курсе. М., 1954.
3. Сборник учебных материалов по общественно-политической тематике для 3 курса. M., 1955.
4. Сборник индийских сказок /Материал для внеклассного чтения/. М., 1956.
5. Учебник языка хинди для 1-2 курсов. I., 1959. (В соавторстве с Л. Г. Лозовым и В. С. Мерешем).
6. Учебное пособие по языку хинди для 1 курса. М., 1952; для 2 курса М., 1960.
7. Хрестоматия по общественно-политической тематике для 5 курса. М., 1960.
8. Хинди-русский разговорник. М., Издательство литературы на иностранных языках, 1960. (Составлял транслитерацию и редактировал словарь к разговорнику).
9. Учебное пособие по языку хинди для 2 курса. M., 1961. (В соавторстве с Л. Г. Лозовым и В. С. Мерешем).
10. Учебник языка хинди. М., 1963. (В соавторстве с Л. Г. Лозовым и В. С. Мерешем).

ІІ. Наукові праці
1. Общие вопросы индийской антропонимии. — Учёные записки Московского государственного института международных отношений /Вопросы языка и литературы индийских языков, сборник статей, Выпуск 7. М., 1971.
2. Личные имена индусов хиндиязычного ареала. — Вопросы индийской филологии. Издательство Московского университета, 1974.

III. Переклад з мови гінді
1. Индийские сказки. М., Детгиз, 1955.
2. Сантурам и Антурам. Индийские народные сказки. М.: Детгиз, 1955.
3. Індійські казки /на украинском языке/. К.: Молодь, 1956.
4. Скворец и горошина. М.: Детгиз, 1956. 64 с. илл. В. Дувидова
5. Сказки Индии. М.: Детгиз, 1957. 202 с. илл. Н. Кочергина (фото, сканы)
6. Индийские сказки. М.: Детгиз, 1957.
7. Сказки народов Востока. Ереван, Армучпедгиз, 1958.
8. Индийские сказки. 2-е изд. М.: Детгиз, 1959.
9. Индийские сказки /в редакции для нерусских школ/. М., Детгиз, 1959.
10. Сказки народов мира. Благовещенск: Амурское книжное издательство, 1959.
11. Сказки Индии. Красноярск: Красноярское книжное издательство, 1960.
12. Сказки народов Востока. Владивосток, Приморское книжное издательство, 1960.
13. Индийские сказки. Алма-Ата: Казучпедгиз, 1961.

VI. Книги з йоги

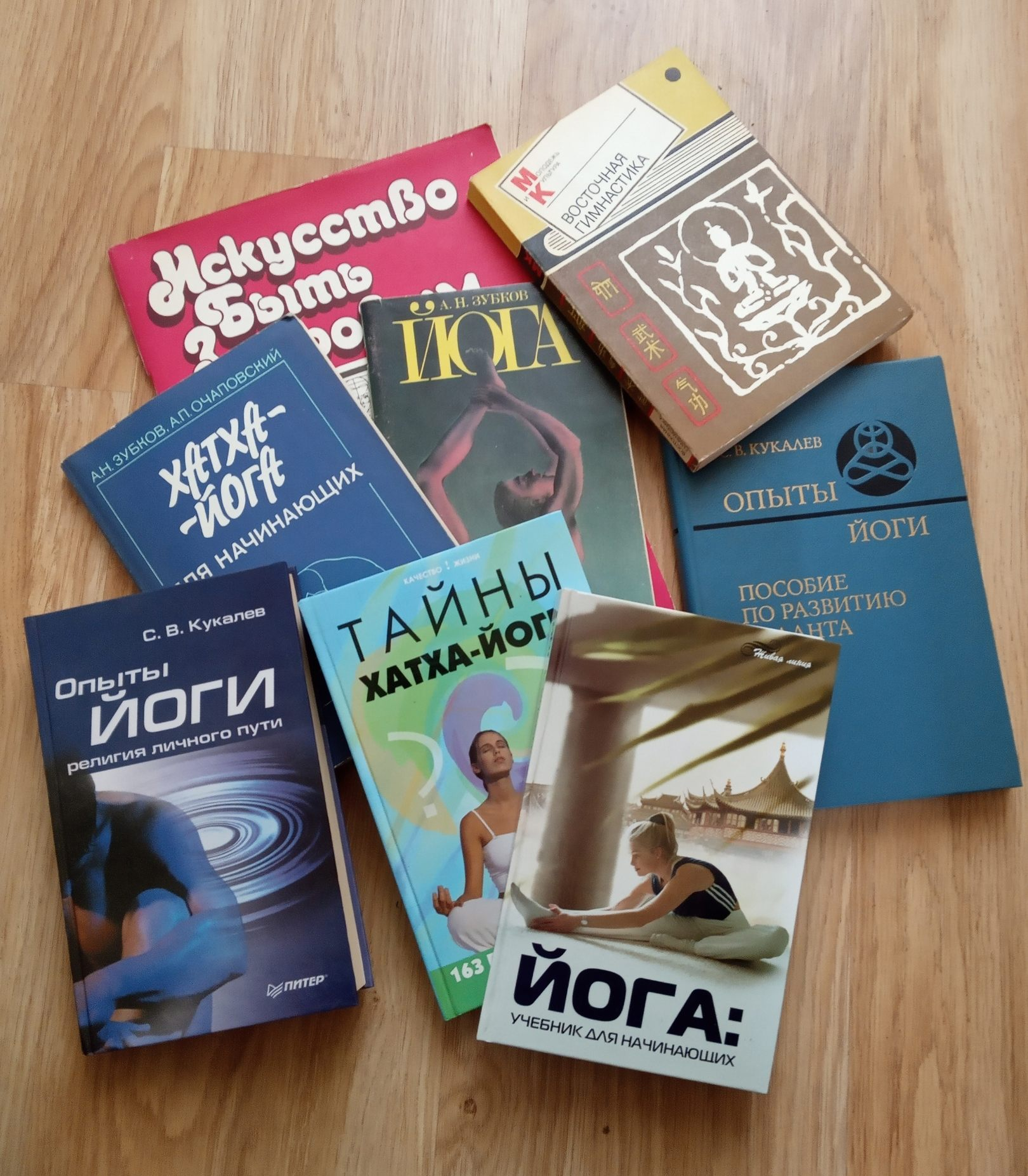
Книжки з йоги Анатолія Зубкова та його учнів С. В. Кукальова та О. П. Очаповського

1. «Двадцать уроков хатха-йоги» // в сб. «Искусство быть здоровым», часть 3, — M.: Физкультура и спорт, 1990.
2. «Йога» // в сб. «Восточная гимнастика». — Саратов, Приволжское книжное издательство, 1990.
3. «Йога — путь к здоровью». — M.: Советский спорт, 1991.
4. «Хатха-йога для начинающих», — M.: Медицина, 1991 (в соавторстве с А. П. Очаповским).

VII. Статті про йогу
1. Хатха-Йога — истина и предубеждения. // Юность № 7. 1973. с. 104.
2. Сенсаций не будет // «Сельская молодёжь», 1969—1970.
3. Ода воде // «Сельская молодёжь». 1969. № 12. с. 26-27.